# Municipio de Metztitlán
El municipio de Metztitlán es uno de los ochenta y cuatro municipios que conforman el estado de Hidalgo, México. La cabecera municipal y la localidad más poblada es Metztitlán.
El municipio se localiza al centro del territorio hidalguense entre los paralelos 20°23′ y 20°45′ de latitud norte; los meridianos 98°39′ y 98°58′ de longitud oeste; con una altitud entre 900 y 2700 m s. n. m. Este municipio cuenta con una superficie de 796.93 km², y representa el 3.83 % de la superficie del estado; dentro de la región geográfica denominada como Sierra Baja. La cabecera municipal se encuentra a 81 km de distancia de la ciudad de Pachuca de Soto y a 175 km de Ciudad de México.
Colinda al norte con los municipios de Eloxochitlán, Molango de Escamilla, Xochicoatlán y Zacualtipán de Ángeles; al este con los municipios de Zacualtipán de Ángeles, San Agustín Metzquititlán y Atotonilco el Grande; al sur con los municipios de Atotonilco el Grande, Actopan y Santiago de Anaya; al oeste con los municipios de Santiago de Anaya, Cardonal y Eloxochitlán.

## Toponimia
Del náhuatl Metztli ‘luna’ y tlan ‘lugar’ por lo que su significado sería: ‘Lugar de luna’.

## Geografía

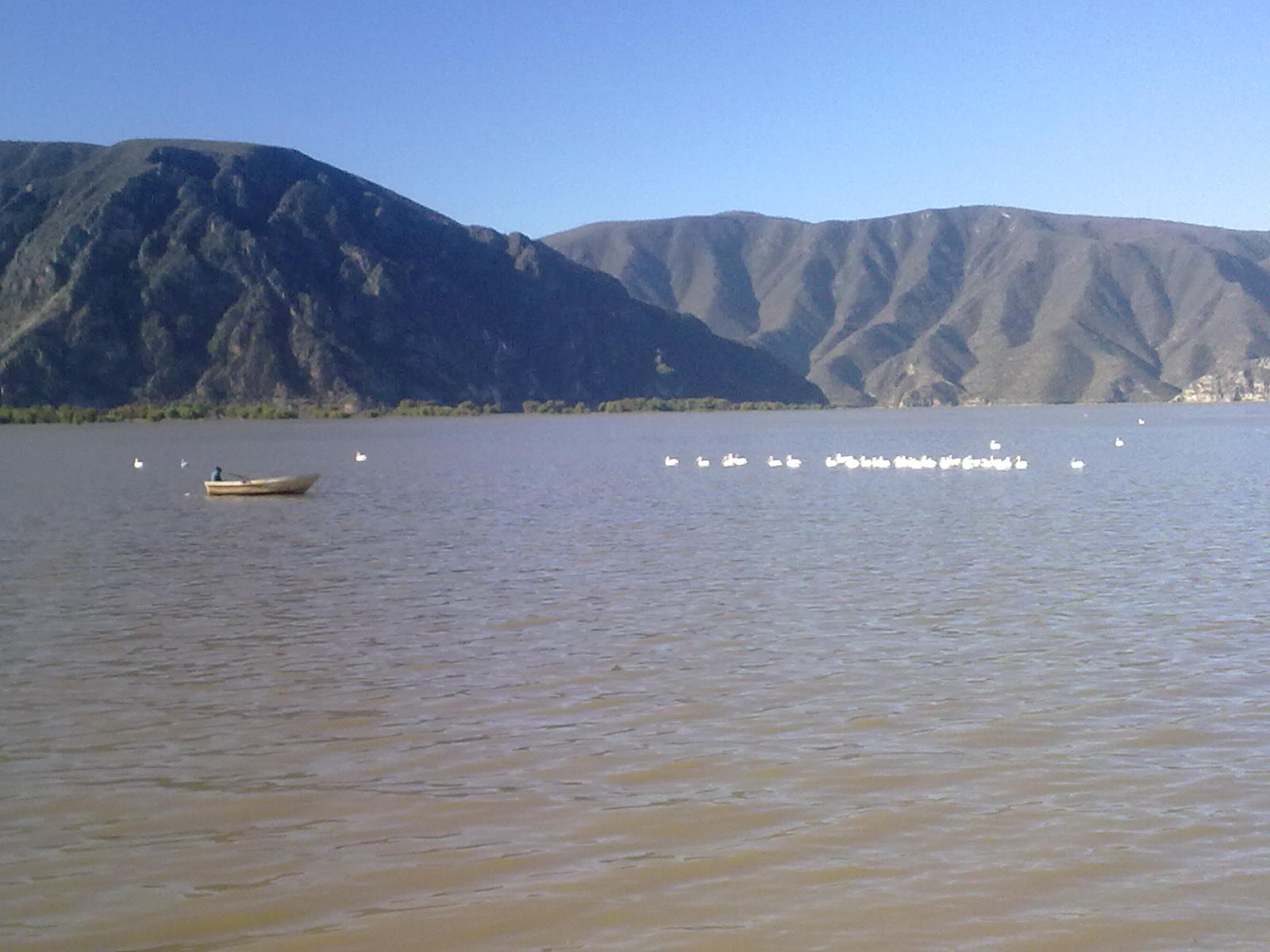
Laguna de Metztitlán.

### Relieve e hidrográfica
En cuanto a fisiografía se encuentra dentro de las provincias de Eje Neovolcánico (6.0%) y Sierra Madre Oriental (94.0%); dentro de la subprovincias de Sierras y Llanuras de Querétaro e Hidalgo (6.0%), y Carso Huasteco (94.0%). Su territorio es de sierra (61.0%), meseta (19.0%), cañón (19.0%) llanura (1.0%).
En cuanto a su geología corresponde al periodo cretácico (80.4%), neógeno (11.0%) y cuaternario (7.0%). Con rocas tipo ígnea extrusiva: basalto (6.0%), toba ácida (2.0%) y basalto brecha volcánica básica (1.0%), sedimentaria: caliza (71.4%), caliza–lutita (9.0%), arenisca (1.5%) y conglomerado (1.0%); suelo: aluvial (6.5%). En cuanto a edafología el suelo dominante es leptosol (60.0%), regosol (17%), luvisol (10.0%), fluvisol (7.4%), vertisol (2.0%), cambisol (1.0%), phaeozem (1.0%).
En lo que respecta a la hidrología se encuentra posicionado en la región hidrológica del Pánuco; en las cuencas del río Moctezuma; dentro de las subcuencas de río Metztitlán (52.0%), río Amajac (46.0%) y río Los Hules (2.0%).

### Clima
El territorio municipal se encuentran los siguientes climas con su respectivo porcentaje: Seco semicálido (49.0%), semiseco templado (27.0%), templado subhúmedo con lluvias en verano, de menor humedad (8.0%), templado subhúmedo con lluvias en verano, de mayor humedad (6.0%), semiseco semicálido (6.0%) y templado subhúmedo con lluvias en verano, de humedad media (4.0%). Registra una temperatura anual de 20.2 °C., y una precipitación pluvial de 437 milímetros por año. El período de lluvias es de junio a septiembre.

### Ecología
En cuanto a flora esta en su mayoría compuesta por sauce, álamo, nogal, retama, encino, pino, piñón y enebro;  se han clasificado 2 variedades de agaves, 12 de yerbas y matorrales, cuatro especies de orquídeas y casi 60 especies de cactus. En cuanto a fauna se puede observar existen 93 especies de aves, algunas en peligro de extinción, 16 clases de mamíferos como el venado, gato montés, coyote, conejo, liebre, ratón de campo, ardillas, armadillo y tigrillo. También se encuentran varios tipos de peces: bagre y la trucha, así como garzas, gallaretas, patos y el anchiquiliche.
Parte de este municipio pertenece a la Barranca de Metztitlán, decretada como Reserva de la Biósfera el 27 de noviembre de 2000 con una superficie de 96 042.90 ha; esta área también comprende los municipios de Acatlán, Atotonilco el Grande, Eloxochitlán, Huasca de Ocampo, San Agustín Metzquititlán, Metepec  y Zacualtipán de Ángeles.
La Laguna de Metztitlán es uno de tres sitios decretados dentro del Convenio de Ramsar que se encuentran en el estado de Hidalgo; decretada el 2 de febrero de 2004 con una área de 2937.2 ha abarcando también el municipio de Eloxochitlán.

## Demografía

### Población
De acuerdo a los resultados que presentó el Censo Población y Vivienda 2020 del INEGI, el municipio cuenta con un total de 20 962 habitantes, siendo 10 074 hombres y 10 888 mujeres. Tiene una densidad de 26.3 hab/km², la mitad de la población tiene 33 años o menos, existen 92 hombres por cada 100 mujeres.
El porcentaje de población que habla lengua indígena es de 12.53 %, y el porcentaje de población que se considera afromexicana o afrodescendiente es de 0.81 %. En el municipio se habla principalmente Otomí del Valle del Mezquital.
Tiene una Tasa de alfabetización de 99.1 % en la población de 15 a 24 años, de 87.1 % en la población de 25 años y más. El porcentaje de población según nivel de escolaridad, es de 8.7 % sin escolaridad, el 68.3 % con educación básica, el 14.2 % con educación media superior, el 8.7 % con educación superior, y 0.1 % no especificado.
El porcentaje de población afiliada a servicios de salud es de 66.6 %. El 7.9 % se encuentra afiliada al IMSS, el 82.5 % al INSABI, el 7.4 % al ISSSTE, 2.4 % IMSS Bienestar, 0.2 % a las dependencias de salud de PEMEX, Defensa o Marina, 0.2 % a una institución privada, y el 0.4 % a otra institución. El porcentaje de población con alguna discapacidad es de 7.2 %. El porcentaje de población según situación conyugal, el 30.9 % se encuentra casada, el 29.0 % soltera, el 27.2 % en unión libre, el 4.6 % separada, el 0.6 % divorciada, el 7.7 % viuda.
Para 2020, el total de viviendas particulares habitadas es de 6233 viviendas, representa el 0.7 % del total estatal. Con un promedio de ocupantes por vivienda 3.4 personas. Predominan las viviendas con tabique y block. En el municipio para el año 2020, el servicio de energía eléctrica abarca una cobertura del 97.7 %; el servicio de agua entubada un 33.4 %; el servicio de drenaje cubre un 90.4 %; y el servicio sanitario un 92.0 %.

### Localidades

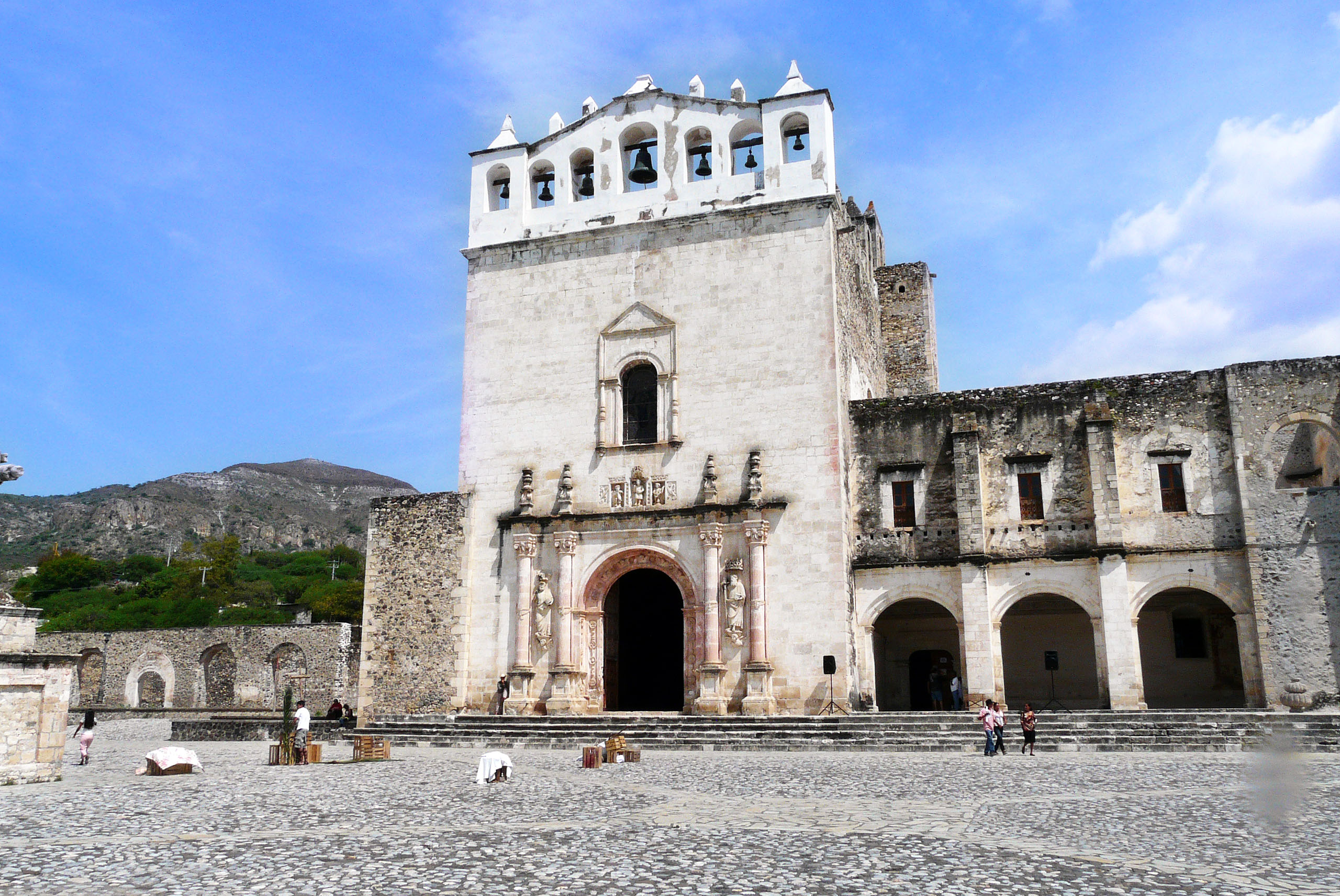
Templo y exconvento de los Santos Reyes.

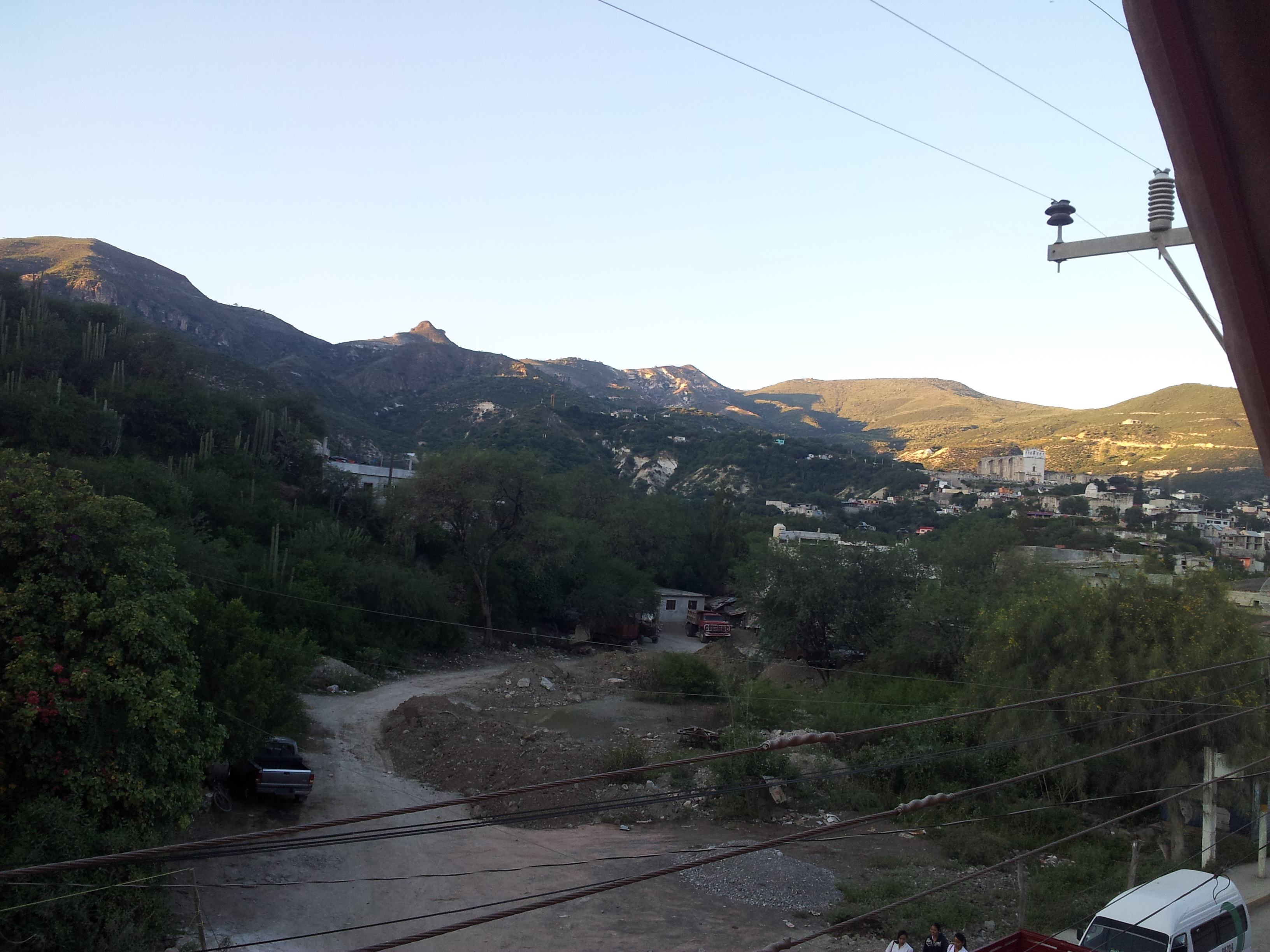
Panorámica de Metztitlán.

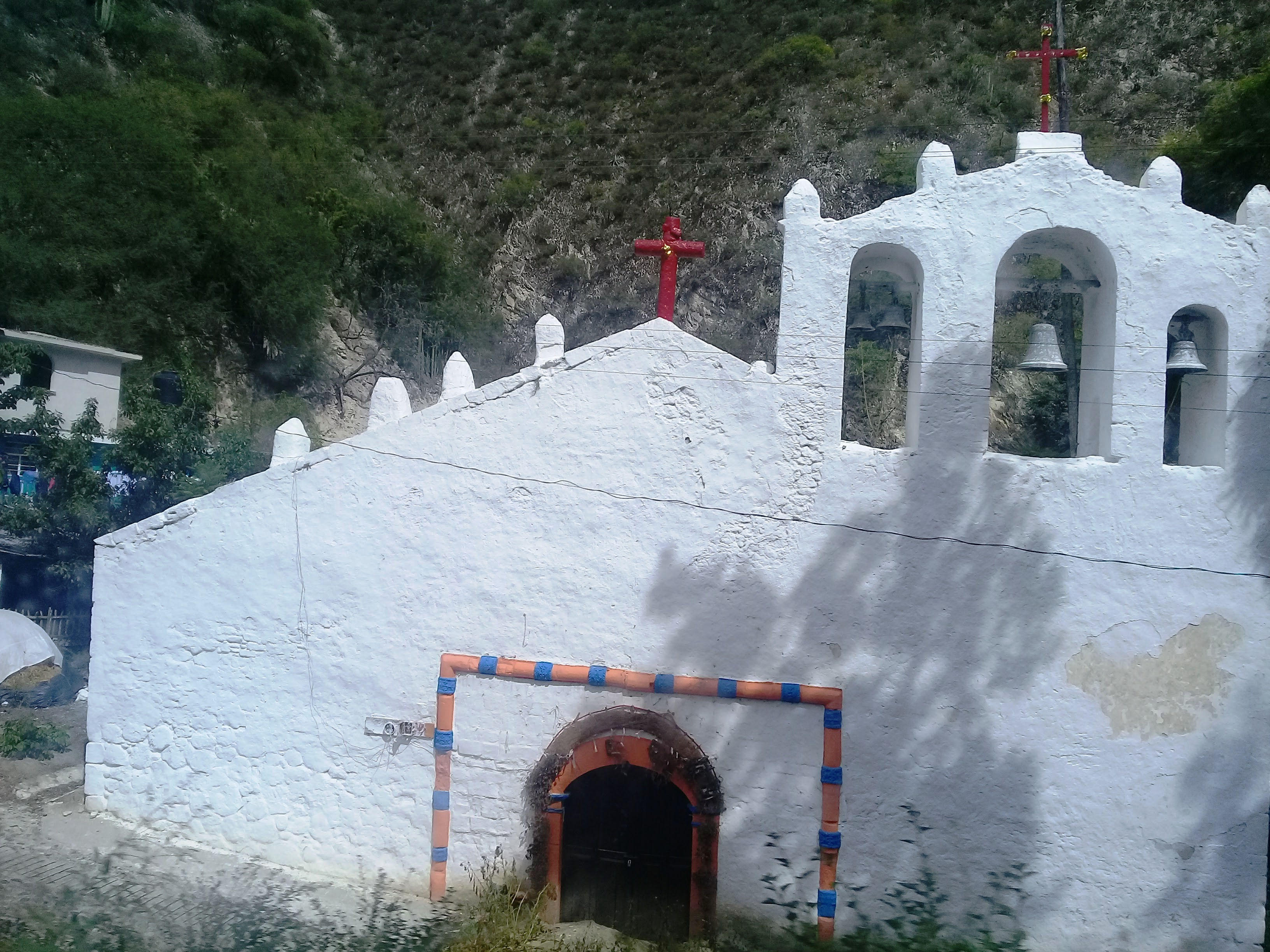
Iglesia de San Pedro en Tlatemalco.

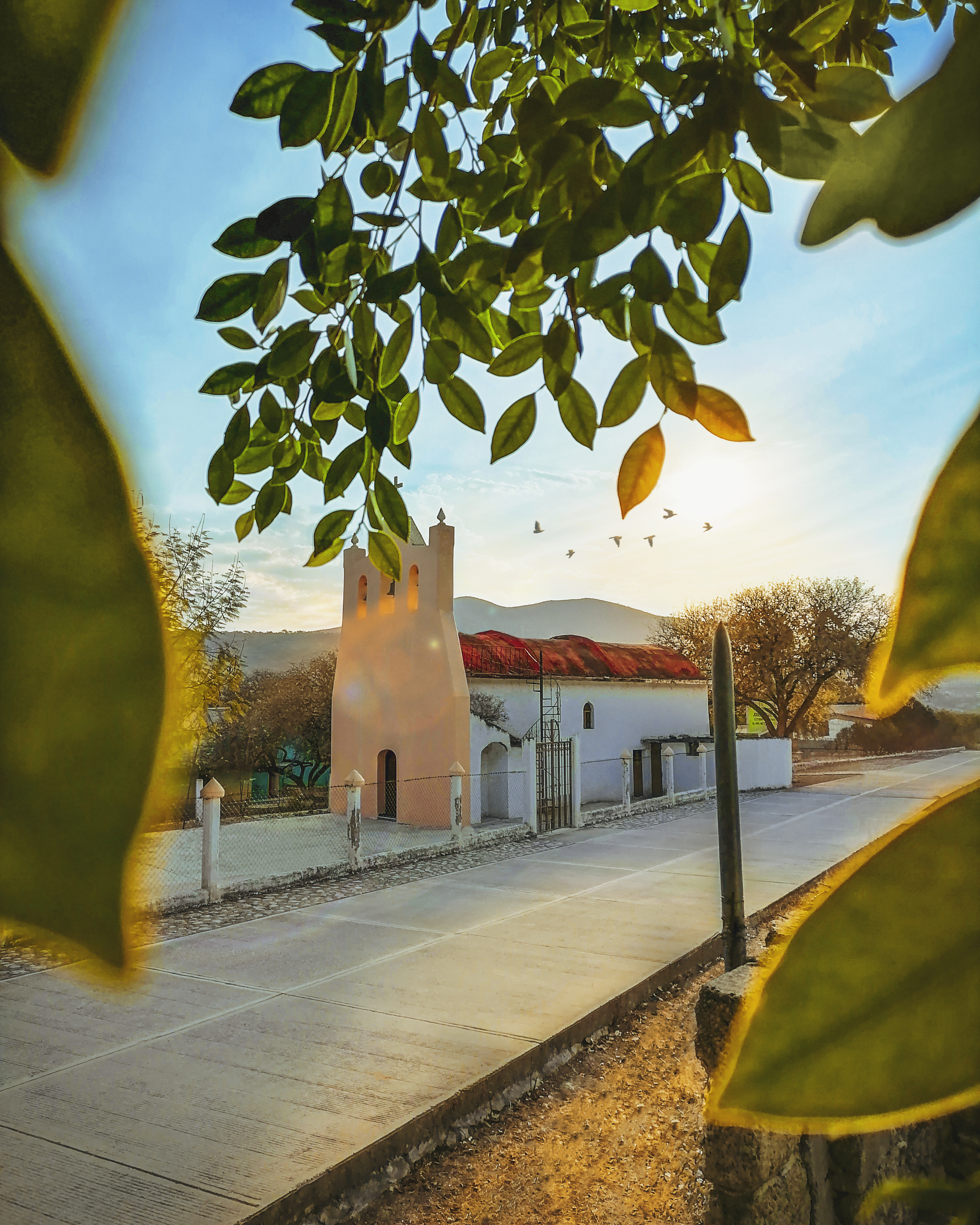
Templo de El Pirú Tepozotlán.

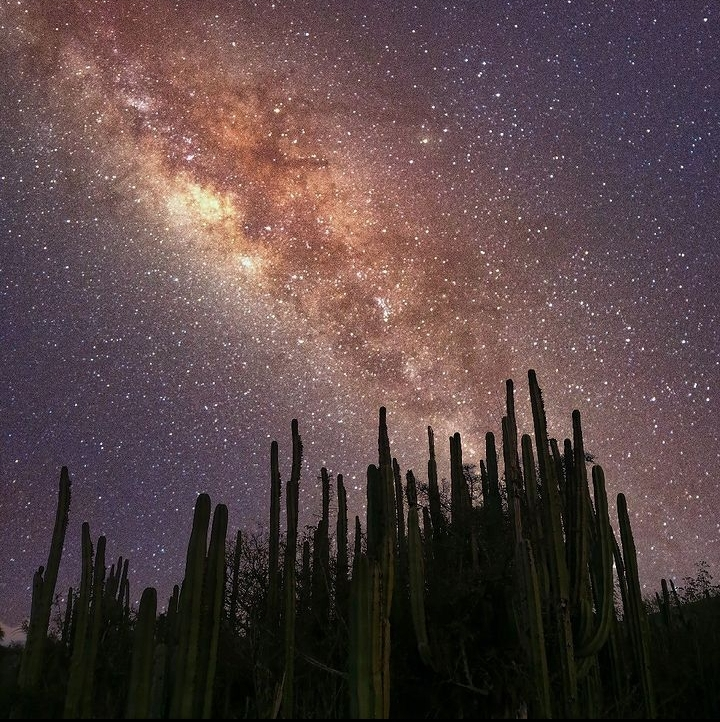
Cielo estrellado desde El Pirú Tepozotlán.

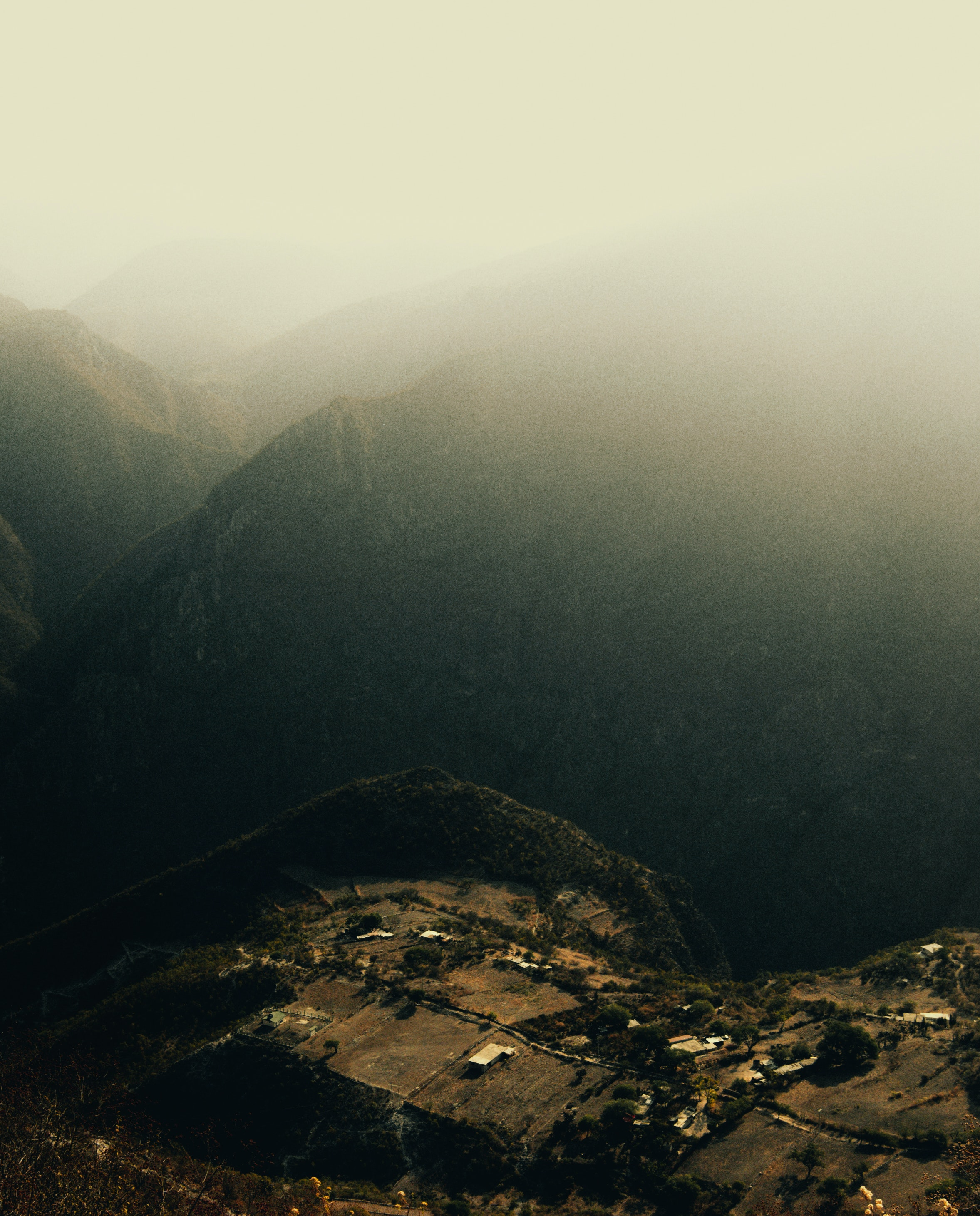
Tlamaya desde arriba.

Para el año 2020, de acuerdo al Catálogo de Localidades, el municipio cuenta con 110 localidades.
| Código INEGI | Localidad                             | Población (2020) | Porcentaje (%) | Ámbito Población | Categoría Población |
| ------------ | ------------------------------------- | ---------------- | -------------- | ---------------- | ------------------- |
| 130370001    | Metztitlán                            | 3274             | 15.62          | Urbano           | Cabecera municipal  |
| 130370015    | Fontezuelas                           | 1072             | 5.11           | Rural            | Comunidad           |
| 130370038    | San Cristóbal                         | 971              | 4.63           | Rural            | Comunidad           |
| 130370053    | Tlatepexe                             | 663              | 3.16           | Rural            | Comunidad           |
| 130370054    | Tlaxco                                | 581              | 2.77           | Rural            | Comunidad           |
| 130370002    | Alumbres                              | 576              | 2.75           | Rural            | Comunidad           |
| 130370031    | El Pedregal de Zaragoza (El Pedregal) | 554              | 2.64           | Rural            | Comunidad           |
| 130370075    | Tecruz Cozapa                         | 525              | 2.50           | Rural            | Comunidad           |
| 130370044    | Santa Mónica Autempa                  | 460              | 2.19           | Rural            | Ranchería           |
| 130370010    | El Carrizal                           | 442              | 2.11           | Rural            | Ranchería           |
| 130370006    | Atzolcintla                           | 437              | 2.08           | Rural            | Ranchería           |
| 130370047    | Tepatetipa (San Agustín Tepatetipa)   | 434              | 2.07           | Rural            | Ranchería           |
| 130370059    | Zoquizoquipan                         | 404              | 1.93           | Rural            | Ranchería           |
| 130370093    | Macuila                               | 361              | 1.72           | Rural            | Ranchería           |
| 130370050    | Tlacotepec (Cerrito de Tlacotepec)    | 360              | 1.72           | Rural            | Ranchería           |
| 130370062    | Agua Hedeonda                         | 359              | 1.71           | Rural            | Ranchería           |
| 130370003    | San Pedro Amajatlán (Amajatlán)       | 359              | 1.71           | Rural            | Ranchería           |
| 130370024    | Jilotla                               | 358              | 1.71           | Rural            | Ranchería           |
| 130370032    | El Pirú Tepozotlán (El Pirú)          | 338              | 1.61           | Rural            | Ranchería           |
| 130370030    | El Palmar                             | 325              | 1.55           | Rural            | Ranchería           |
| 130370019    | Itztayatla                            | 316              | 1.51           | Rural            | Ranchería           |
| 130370039    | San Juan Metztitlán                   | 311              | 1.48           | Rural            | Ranchería           |
| 130370005    | Los Arcos                             | 293              | 1.40           | Rural            | Ranchería           |
| 130370066    | Estocuapa (La Colmena)                | 261              | 1.25           | Rural            | Ranchería           |
| 130370033    | Pontadhó                              | 248              | 1.18           | Rural            | Ranchería           |
| 130370057    | Tres Cruces                           | 245              | 1.17           | Rural            | Ranchería           |
| 130370013    | Coyometeco                            | 244              | 1.16           | Rural            | Ranchería           |
| 130370017    | Huayateno                             | 244              | 1.16           | Rural            | Ranchería           |
| 130370020    | Itztazacuala                          | 239              | 1.14           | Rural            | Ranchería           |
| 130370029    | Olotla                                | 224              | 1.07           | Rural            | Ranchería           |
| 130370014    | Chimalacatla                          | 223              | 1.06           | Rural            | Ranchería           |
| 130370004    | La Paila de Anáhuac                   | 210              | 1.00           | Rural            | Ranchería           |
| 130370043    | San Pedro Tlatemalco                  | 197              | 0.94           | Rural            | Ranchería           |
| 130370012    | Coalquizque                           | 194              | 0.93           | Rural            | Ranchería           |
| 130370046    | Tecruz de Anáhuac (Tecruz de Jihuico) | 180              | 0.86           | Rural            | Ranchería           |
| 130370061    | Zotoltepec                            | 174              | 0.83           | Rural            | Ranchería           |
| 130370035    | Rincón de Coalquizque                 | 164              | 0.78           | Rural            | Ranchería           |
| 130370049    | Tezochuca                             | 162              | 0.77           | Rural            | Ranchería           |
| 130370051    | Tlamaxa                               | 160              | 0.76           | Rural            | Ranchería           |
| 130370077    | Tochintla                             | 148              | 0.71           | Rural            | Ranchería           |
| 130370045    | El Tablón                             | 134              | 0.64           | Rural            | Ranchería           |
| 130370023    | Jiliapa                               | 134              | 0.64           | Rural            | Ranchería           |
| 130370069    | San Antonio Tlaxco                    | 132              | 0.63           | Rural            | Ranchería           |
| 130370007    | Ayacatzintla                          | 127              | 0.61           | Rural            | Ranchería           |
| 130370037    | El Salitre                            | 124              | 0.59           | Rural            | Ranchería           |
| 130370107    | Rincón de Santa Cruz (Santa Cruz)     | 120              | 0.57           | Rural            | Ranchería           |
| 130370021    | La Cumbre Jagüey Seco (Jagüey Seco)   | 116              | 0.55           | Rural            | Ranchería           |
| 130370074    | Tablón Chico                          | 114              | 0.54           | Rural            | Ranchería           |
| 130370103    | Tepecahuantla                         | 113              | 0.54           | Rural            | Ranchería           |
| 130370008    | Buena Vista                           | 107              | 0.51           | Rural            | Ranchería           |
| 130370052    | Tlamaya                               | 106              | 0.51           | Rural            | Ranchería           |
| 130370072    | Pilas y Granadas                      | 103              | 0.49           | Rural            | Ranchería           |
| 130370129    | Tlaxco Viejo                          | 102              | 0.49           | Rural            | Ranchería           |
| 130370095    | Miahuatlán                            | 100              | 0.48           | Rural            | Ranchería           |
| 130370026    | La Mesa Grande (Mesa Grande)          | 99               | 0.47           | Rural            | Ranchería           |
| 130370018    | Huistícola                            | 93               | 0.44           | Rural            | Ranchería           |
| 130370071    | Pie de la Cuesta                      | 88               | 0.42           | Rural            | Ranchería           |
| 130370060    | Zotola                                | 88               | 0.42           | Rural            | Ranchería           |
| 130370009    | Cacalome (Acalome)                    | 87               | 0.42           | Rural            | Ranchería           |
| 130370102    | Tezisco                               | 75               | 0.36           | Rural            | Ranchería           |
| 130370055    | Tlazoquitipa                          | 74               | 0.35           | Rural            | Ranchería           |
| 130370058    | Zoquiteno                             | 73               | 0.35           | Rural            | Ranchería           |
| 130370121    | La Peña                               | 66               | 0.31           | Rural            | Ranchería           |
| 130370067    | El Mamtha                             | 59               | 0.28           | Rural            | Ranchería           |
| 130370011    | Cerro Verde                           | 58               | 0.28           | Rural            | Ranchería           |
| 130370100    | La Rivera                             | 57               | 0.27           | Rural            | Ranchería           |
| 130370089    | Joya de Analco                        | 55               | 0.26           | Rural            | Ranchería           |
| 130370041    | San Pablo Tetlapayac                  | 55               | 0.26           | Rural            | Ranchería           |
| 130370027    | Metznoxtla (Metznoztla)               | 54               | 0.26           | Rural            | Ranchería           |
| 130370101    | Tepetlaco                             | 53               | 0.25           | Rural            | Ranchería           |
| 130370087    | Hacienda de Potrero                   | 51               | 0.24           | Rural            | Ranchería           |
| 130370104    | Yerbabuena                            | 51               | 0.24           | Rural            | Ranchería           |
| 130370096    | Potrero de Camacho                    | 50               | 0.24           | Rural            | Ranchería           |
| 130370073    | Pueblo Nuevo                          | 49               | 0.23           | Rural            | Ranchería           |
| 130370083    | Apanco                                | 44               | 0.21           | Rural            | Ranchería           |
| 130370064    | Cerro Partido                         | 43               | 0.21           | Rural            | Ranchería           |
| 130370040    | San Juan Tlatepexi                    | 43               | 0.21           | Rural            | Ranchería           |
| 130370108    | Cerro Blanco                          | 42               | 0.20           | Rural            | Ranchería           |
| 130370117    | Huixastla                             | 42               | 0.20           | Rural            | Ranchería           |
| 130370022    | Jihuico                               | 40               | 0.19           | Rural            | Ranchería           |
| 130370042    | San Pedro Ayotoxtla                   | 40               | 0.19           | Rural            | Ranchería           |
| 130370143    | El Güero                              | 37               | 0.18           | Rural            | Ranchería           |
| 130370065    | El Escobal                            | 33               | 0.16           | Rural            | Ranchería           |
| 130370118    | La Laja                               | 31               | 0.15           | Rural            | Ranchería           |
| 130370136    | Cerro Boludo                          | 26               | 0.12           | Rural            | Ranchería           |
| 130370028    | Milpa Grande                          | 21               | 0.10           | Rural            | Ranchería           |
| 130370122    | Pie de la Cuesta                      | 21               | 0.10           | Rural            | Ranchería           |
| 130370140    | El Tezontle                           | 20               | 0.10           | Rural            | Ranchería           |
| 130370070    | Palo Blanco (Cacaloco)                | 20               | 0.10           | Rural            | Ranchería           |
| 130370141    | Los Cerritos                          | 19               | 0.09           | Rural            | Ranchería           |
| 130370094    | Metzquititla                          | 16               | 0.08           | Rural            | Ranchería           |
| 130370097    | Las Presas                            | 15               | 0.07           | Rural            | Ranchería           |
| 130370056    | Tolapa (Santiago Tolapa)              | 15               | 0.07           | Rural            | Ranchería           |
| 130370131    | Xocotitla                             | 15               | 0.07           | Rural            | Ranchería           |
| 130370098    | Puerto de las Pilas                   | 14               | 0.07           | Rural            | Ranchería           |
| 130370144    | La Joya                               | 13               | 0.06           | Rural            | Ranchería           |
| 130370068    | El Meje                               | 11               | 0.05           | Rural            | Ranchería           |
| 130370124    | La Cumbre de Huistícola               | 11               | 0.05           | Rural            | Ranchería           |
| 130370119    | La Laja                               | 10               | 0.05           | Rural            | Ranchería           |
| 130370130    | La Trampa                             | 10               | 0.05           | Rural            | Ranchería           |
| 130370128    | Tierra Blanca                         | 10               | 0.05           | Rural            | Ranchería           |
| 130370110    | Huiloco                               | 9                | 0.04           | Rural            | Ranchería           |
| 130370114    | El Arenal                             | 6                | 0.03           | Rural            | Ranchería           |
| 130370088    | Higueras                              | 5                | 0.02           | Rural            | Ranchería           |
| 130370139    | Rancho Nuevo de Guadalupe             | 5                | 0.02           | Rural            | Ranchería           |
| 130370076    | Tierra Nueva                          | 5                | 0.02           | Rural            | Ranchería           |
| 130370125    | El Rincón (El Rincón de Ixcoatitla)   | 4                | 0.02           | Rural            | Ranchería           |
| 130370126    | Rosa Blanca                           | 4                | 0.02           | Rural            | Ranchería           |
| 130370090    | Loma Ancha                            | 3                | 0.01           | Rural            | Ranchería           |
| 130370113    | Apanco                                | 2                | 0.01           | Rural            | Ranchería           |

## Política
Se erigió como municipio el 6 de agosto de 1824. El Honorable Ayuntamiento está compuesto por: un presidente municipal, un síndico y cinco regidores y, noventa y dos delegados. De acuerdo al Instituto Nacional electoral (INE) el municipio está integrado por veintiséis secciones electorales, de la 0674 a la 0699. Para la elección de diputados federales a la Cámara de Diputados de México y diputados locales al Congreso de Hidalgo, se encuentra integrado al III Distrito Electoral Federal de Hidalgo y al II Distrito Electoral Local de Hidalgo. A nivel estatal administrativo pertenece a la Macrorregión IV y a la Microrregión XX, además de a la Región Operativa VI Zacualtipán.

### Cronología de presidentes municipales
| Periodo                  | Nombre                        | Afiliación política        |
| ------------------------ | ----------------------------- | -------------------------- |
| 1964-1967                | Humberto Pérez Baena          | -                          |
| 1967-1970                | Francisco Mora Posada         | -                          |
| 1970-1973                | Rafael Morales Pérez          | -                          |
| 1973-1976                | Jorge Pérez Badillo           | -                          |
| 1976-1979                | Manuel Félix Durán Pérez      | -                          |
| 1979-1982                | Enrique Lugo Marín            | -                          |
| 1982-1985                | Manuel F. Duran Pérez         | -                          |
| 1985-1988                | Moisés Gómez Badillo          | -                          |
| 1988-1991                | Manuel Antonio Molano Badillo | -                          |
| 1991-1994                | Gaudencio López Sánchez       | -                          |
| 16/01/1994 al 15/01/1997 | Rafael Morales Pérez          | PRI                        |
| 16/01/1997 al 15/01/2000 | Pedro Molano Badillo          | PRI                        |
| 16/01/2000 al 15/01/2003 | Horacio Trejo Badillo         | PRI                        |
| 16/01/2003 al 15/01/2006 | Crisoforo Torres Mejía        | PRI                        |
| 16/01/2006 al 15/01/2009 | Eutiquio Badillo Ruiz         | PRI                        |
| 16/01/2009 al 15/01/2012 | Gabino López Hernández        | PRD                        |
| 16/01/2012 al 04/09/2016 | Wilibaldo López Cervantes     | PRD                        |
| 05/09/2016 al 04/09/2020 | Gabino López Hernández        | PRD                        |
| 05/09/2020 al 14/12/2020 | José Armando Vite Gómez       | Concejo Municipal Interino |
| 15/12/2020 al 04/09/2024 | Alfredo Morales Mora          | PRI                        |
| 05/09/2024 al 04/09/2027 | Susana Rivera Cano            | Morena                     |

## Economía
En 2015 el municipio presenta un IDH de 0.670 Medio, por lo que ocupa el lugar 60.º a nivel estatal; y en 2005 presentó un PIB de $781,060,869.00 pesos mexicanos, y un PIB per cápita de $38,814.00 (precios corrientes de 2005).
De acuerdo con el Consejo Nacional de Evaluación de la Política de Desarrollo Social (Coneval), el municipio registra un Índice de Marginación Alto. El 55.3% de la población se encuentra en pobreza moderada y 20.9% se encuentra en pobreza extrema. En 2015, el municipio ocupó el lugar 63 de 84 municipios en la escala estatal de rezago social.
A datos de 2015, en materia de agricultura sus cultivos principales son: maíz, con una superficie sembrada de 4480 hectáreas, papa con 336 hectáreas, fríjol con 146 hectáreas, calabaza con 270 hectáreas, chile verde con 80 hectáreas, tomate verde con 60 hectáreas, y jitomate con 50 hectáreas. En ganadería el inventario lo conforman las crías de bovinos de leche y carne con 3620 cabezas, 6700 cabezas de ovinos, 15 100 cabezas de caprinos y 4050 cabezas de porcinos. En lo que se refiere a la avicultura, se cuenta con la cría de aves de postura y engorda, con una población de 113 000 aves y además cuenta con 3300 pavos. En la apicultura contando únicamente con 150 colmenas.
Para 2015 existen 329 unidades económicas, que generaban empleos para 663 personas. En lo que respecta al comercio, se cuenta con un tianguis, veintitrés tiendas Diconsa, y seis tiendas Liconsa. De acuerdo con cifras al año 2015 presentadas en los censos económicos del INEGI, la Población Económicamente Activa (PEA) del municipio asciende a 6429 de las cuales 5815 se encuentran ocupadas y 614 se encuentran desocupadas. El 45.50% pertenece al sector primario, el 19.42% pertenece al sector secundario, el 33.71% pertenece al sector terciario y 1.37% no especificaron.